# Дружина жартома
Дружина жартома (англ. The Make-Believe Wife) — втрачена американська німа комедія 1918 року з Біллі Берк в головній ролі режисера Джона С. Робертсона. Заснована на оригінальному сюжеті, знята кінокомпанією Famous Players-Lasky та видана Paramount Pictures.

## В ролях
- Біллі Берк — Філіс Ашбрук
- Альфред Гікмен — Роджер Мейсон
- Іда Дарлінг[en] — Місис Ашбрук
- Девід Павелл[en] — Джон Меннінг
- Врей Пейдж — Аніта Вебб
- Ізабель О'Мадіган — Місис Гарбері
- Франсес Кай — Айлін Гарбері
- Бігелов Купер[en] — Містер Ашбрук
- Говард Джонсон — Дональд Ашбрук
- Ф. Гатенберрі Белл — Містер Гарбері

## Реакції
Як і більшість інших американських фільмів того часу, «Дружина жартома» підпала під цензуру у міських і державних кіноцентрах. Наприклад, чиказька рада цензорів вимагала вирізати в 4-й частині п'ять інтертекстів «Маріан?», «Етель?», «Дейзі?», «Луїза, Мейбл, Ірен?» тощо, і «О, Джеральдіне», сцену з чоловіком, що дивиться на картинку і на жіночу спідню білизну та киваючу голову, і двоє інтертитрів «Я даю тобі своє слово, що не знаю, хто в цій кімнаті» і «Я думав, що моє минуле було мертвим».